# Gagrella granobunus
Gagrella granobunus is een hooiwagen uit de familie Sclerosomatidae.